# Snegotin Ridge
Snegotin Ridge (englisch; bulgarisch Снеготински рид Snegotinski rid) ist ein über 1200 m hoher und vereister Gebirgskamm im Grahamlands auf der Antarktischen Halbinsel. Er erstreckt sich über eine Länge von 6,5 km in südwest-nordöstlicher Richtung sowie mit einer Breite von 4 km an der Nordwestseite des Louis-Philippe-Plateaus.
Deutsche und britische Wissenschaftler kartierten ihn 1996 gemeinsam. Die bulgarische Kommission für Antarktische Geographische Namen benannte ihn 2010 nach der Ortschaft Snegotin im Süden Bulgariens.